# Langelurillus nigritus
Langelurillus nigritus là một loài nhện trong họ Salticidae.
Loài này thuộc chi Langelurillus. Langelurillus nigritus được Lucien Berland & Millot miêu tả năm 1941.